# Krusa metallica
Krusa metallica is een hooiwagen uit de familie Sclerosomatidae.